# Polyphénol
Composé phénolique
Les polyphénols constituent une famille de molécules organiques largement présente dans le règne végétal. Ils sont caractérisés, comme l’indique le nom, par la présence d'au moins deux groupes phénoliques, associés en structures plus ou moins complexes, généralement de haut poids moléculaire. Ces composés sont les produits du métabolisme secondaire des plantes.
Les polyphénols prennent une importance croissante, notamment grâce à leurs effets bénéfiques sur la santé. En effet, leur rôle d’antioxydants naturels suscite de plus en plus d'intérêt pour la prévention et le traitement du cancer, des maladies inflammatoires, cardiovasculaires et neurodégénératives. Ils sont également utilisés comme additifs pour les industries agroalimentaire, pharmaceutique et cosmétique.

## Définition
Le terme « polyphénol » a été introduit en 1980, en remplacement de l'ancien terme de « tanin végétal ». L'expression « composés phénoliques » est aussi employée avec la même valeur.
« Ils ont tous en commun la présence d'un ou plusieurs cycles benzéniques portant une ou plusieurs fonctions hydroxyles. » La désignation « polyphénols » est consacrée par l'usage et, alors qu'elle ne devrait concerner que les molécules portant plusieurs fonctions hydroxyle phénolique, elle est habituellement utilisée pour l'ensemble de ces composés.
Le terme « biophénol » fut inventé par Romeo et Uccella en 1996 pour désigner les phénols bioactifs dans les olives en remplacement du terme « polyphénol » plus commun mais plus vague d'un point de vue chimique. Utilisé au départ uniquement dans la chimie des olives, le terme a gagné en popularité et est actuellement utilisé par les chercheurs faisant référence aux phénols végétaux en général.
Il s'ajoute à cette définition le fait qu’ils possèdent un pouvoir antioxydant élevé.

## Classification
Les polyphénols naturels regroupent donc un vaste ensemble de substances chimiques comprenant au moins un noyau aromatique, portant un ou plusieurs groupes hydroxyle, en plus d’autres constituants. Il y a quatre principales familles de composés phénoliques : les acides phénoliques (catéchol, acide gallique, acide protocatéchique), les flavones, l'acide chlorogénique et les quinones. Ils peuvent aller de molécules simples, comme les acides phénoliques, à des composés hautement polymérisés, de plus de trente mille daltons, comme les tanins (acide tannique).
Les polyphénols sont communément subdivisés en phénols simples, acides phénoliques et coumarines, en naphtoquinones, en stilbénoïdes (deux cycles en C6 liés par deux atomes de carbone), en flavonoïdes, isoflavonoïdes et anthocyanes, et en formes polymérisées : lignanes, lignines, tanins condensés. Ces squelettes carbonés de base sont issus du métabolisme secondaire des plantes, élaborés par la voie du shikimate.
En se basant sur la structure carbonée de base, on peut dégager les principales classes de composés phénoliques suivantes :
| Composés phénoliques |                           |                            |           |                                        |
| Squelette carboné    | Classe                    | Exemple                    | Structure | Origine                                |
| C6                   | Phénols simples           | hydroquinone               |           | Busserole                              |
| C6-C1                | Acides hydroxybenzoïques  | acide parahydroxybenzoïque |           | Épices, fraises                        |
| C6-C3                | Acides hydroxycinnamiques | acide paracoumarique       |           | Tomates, ail                           |
| C6-C3                | Coumarines                | ombelliférone              |           | Carottes, coriandre                    |
| C6-C4                | Naphtoquinones            | juglon                     |           | Noyer                                  |
| C6-C2-C6             | Stilbénoïdes              | trans-resvératrol          |           | Raisin                                 |
| C6-C3-C6             | Flavonoïdes lato sensu    | kaempférol                 |           | Fraises                                |
| C6-C3-C6             | Isoflavonoïdes            | daidzéine                  |           | Graines de soja                        |
| C6-C3-C6             | Anthocyanes               | dalphiniol                 |           | Dalbergia sissoo, petits fruits rouges |
| (C6-C3)2             | Lignanes                  | entérodiol                 |           | Bactéries intestinales, lin            |
| (C6-C3)n             | Lignines                  |                            |           | Bois, fruits à noyau                   |
| (C6-C3-C6)n          | Tanins condensés          | procyanidine               |           | Raisins, kaki                          |

Ce tableau s'inspire de Macheix et al. dans Sarni-Manchado et Cheynier (2006), ainsi que de Bruneton (1999).
Pour tenir compte de leurs propriétés particulières, Jean Bruneton regroupe dans la classe des flavonoïdes stricto sensu les flavones, flavonols, dihydroflavonol, flavanones, aurones, chalcones et dihydrochalcones (et leurs hétérosides). Les flavonoïdes au sens large comportent en outre : les flavanols, flavanediols, anthocyanidines (et leurs hétérosides les anthocyanes).
Parmi les flavonoïdes, les flavanones sont responsables de l'amertume du pamplemousse.
Les tanins sont responsables de l'astringence de divers fruits (peau et pépins du raisin) et les anthocyanes, de la couleur des fruits rouges.
Les polyphénols sont présents dans diverses substances naturelles : sous forme d'anthocyanine dans les fruits rouges, le vin rouge (en relation avec les tanins, phénomène du « paradoxe français »), sous forme de proanthocyanidines dans le chocolat et le vin, d'acides caféoylquinique et féruloylquinique dans le café, de flavonoïdes  dans les agrumes, et sous forme de catéchines comme le gallate d'épigallocatéchine dans le thé vert, de quercétine dans les pommes, les oignons, le vin rouge, etc.
D'après une étude réalisée avec des volontaires via Internet, les sources alimentaires de polyphénols sont principalement le café (36,9 %), le thé — vert ou noir — (33,6 %), le chocolat pour son cacao (10,4 %), le vin rouge (7,2 %) et les fruits (6,7 %). Parmi les fruits, les polyphénols, très présents dans toutes les pommes, sont encore plus concentrés dans les pommes à cidre (riches en tanin), qui peuvent en contenir jusqu'à quatre fois plus : c'est une biodiversité qui se manifeste en richesse aussi bien qualitativement que quantitativement en polyphénols.

## Propriétés thérapeutiques
Les polyphénols semblent jouer un rôle important dans la protection contre le cancer les maladies cardiovasculaires et l'excès de poids, sachant qu'aucune démonstration par étude randomisée double aveugle sur humain n'a été publiée (2025).
- Cancer. L'action protectrice contre le cancer s'expliquerait par un mécanisme assez semblable à celui des prébiotiques par leur capacité à sélectionner un type particulier de microbiote[21], en particulier pour les cancers du système digestif (estomac, côlon, etc.). La supplémentation alimentaire en polyphénols limite l'absorption du fer mais améliore l'érythropoïèse[22].
- Obésité. Ils régulent métabolisme des lipides via l'absorption du glucose, réduisent le contenu lipidique intracellulaire et améliorent l'activité lipolytique des adipocytes 3T3-L1 (2025)[23].